# Eva Thornton
Eva Thornton (ur. 18 marca 1968) – południowoafrykańska lekkoatletka, tyczkarka.

## Osiągnięcia
| Rok  | Impreza              | Miejsce     | Pozycja    | Rezultat |
| ---- | -------------------- | ----------- | ---------- | -------- |
| 2007 | Igrzyska afrykańskie | Algier      | 3. miejsce | 3,30     |
| 2008 | Mistrzostwa Afryki   | Addis Abeba | 6. miejsce | 3,50     |

Medalistka mistrzostw RPA.

## Rekordy życiowe
- Skok o tyczce – 3,80 (2008)